# Varta sympatrica
Varta sympatrica är en insektsart som beskrevs av Chandrasekhara A. Viraktamath 2004. Varta sympatrica ingår i släktet Varta och familjen dvärgstritar. Inga underarter finns listade i Catalogue of Life.